# Sick Society
Sick Society è il sesto album in studio del gruppo heavy metal statunitense Chastain, pubblicato nel 1995.

## Tracce
1. I Know the Darkness – 5:16
2. Sick Society – 4:55
3. Violence in Blame – 5:59
4. Those Were the Daze – 4:47
5. Destructive Ground – 4:58
6. To the Edge – 5:20
7. The Price of War – 4:16
8. Every Emotion – 5:08
9. The Vampire – 5:21
10. Sugarcaine – 4:52
11. Love and Hate – 3:46
12. Angel Falls – 7:04

## Formazione
- Kate French – voce, cori, chitarra, basso, tastiera
- David T. Chastain – chitarra, tastiera, basso, cori
- Dennis Lesh – batteria, tastiera